# Reguengo
Reguengo és una freguesia portuguesa del concelho de Portalegre, amb 27,96 km² d'àrea i 712 habitants (2001). Densitat: 25,5 hab/km².